# Peter Hund
Peter Hund (* 16. Mai 1943 in Sigmaringen; † 28. Juli 2021 in Heidenheim an der Brenz) war ein baden-württembergischer Politiker der SPD. Er war von 1982 bis 1996 Mitglied des Landtags von Baden-Württemberg.

## Politische Tätigkeit
Peter Hund kam am 6. Oktober 1982 für Siegfried Pommerenke als Nachrücker im Zweitmandat in den baden-württembergischen Landtag. Bis 1996 war er über ein Zweitmandat im Wahlkreis Heidenheim Mitglied des Landtags.

## Ehrungen
2010 wurde Hund für 40 Jahre Mitgliedschaft in der SPD geehrt. Er war früher auch Ortsvereinsvorsitzender in Königsbronn. 2020 wurde Hund für 50 Jahre Mitgliedschaft in der SPD geehrt. Ende Juli 2021 starb er im Alter von 78 Jahren.